# Marcén
Marcén es una localidad perteneciente al municipio de Lalueza, en los Monegros, provincia de Huesca  (Aragón). Está ubicada junto a la acequia del río Flumen. 
Sus fiestas se celebran, la mayor el 15 de diciembre en honor a San Urbez y la pequeña el 1 de agosto en honor a San Pedro Encadenado.

## Geografía
Se agrupa al pie del monte Mobache y formó de antaño un municipio junto con Fraella, del que está separado por 1,5 kilómetros de distancia. Al estar situado en el desierto de los  Monegros su territorio es mayormente seco y produce mayormente cereales y forraje. Se encuentra unos 37 km de la capital, Huesca y de 83 km de Zaragoza.

## Historia
En este municipio se han hallado restos que datan de la época del Eneolítico (o Edad del Cobre). Entre el siglo X y  siglo XI, el municipio fue habitado por habitantes musulmanes hasta la época de la Reconquista.

## Demografía
| Gráfica de evolución demográfica de Marcén entre 1842 y 1970 |
| |
| Población de derecho según los censos de población del INE Población de hecho según los censos de población del INEEntre el censo de 1857 y el anterior, crece el término del municipio porque incorpora a Fraella Entre el censo de 1981 y el anterior, este municipio desaparece porque se integra por partes en los municipios Lalueza y Grañén |

## Lugares de interés

### Los Torrollones
En su relieve podemos encontrar ciertas anomalías causadas por la erosión en la roca arenisca llamadas Torrollones. Este lugar es uno de los puntos por la que pasa la Ruta de los Torrollones

### Las Cías
En el yacimiento musulmán de Las Cias se encuentran los restos de la gran parte de un barrio de artesanos de aquella época, así como una mezquita entre otros hallazgos. Este yacimiento ha sido estudiado e interpretado de forma museológica recientemente.

### Otros lugares
También conserva una iglesia parroquial de origen románico del siglo XIII remodelada en el siglo XVI, de nave única dividida en tres tramos con ábside poligonal de cinco paños. 
Podemos encontrar, a las afueras del municipio, el Embalse del Torrollón que ha sido escenario del Campeonato Provincial de Agua Dulce.
Otro de sus atractivos es el paisaje, ya que además de los Torrollones posee gran variedad de fauna y flora características del desierto monegrino. También cuenta con una casa rural llamada Casa Lansaque.